# Johannes Sleidanus
Johannes Sleidanus, även Johannes Philippson von Schleiden, född 1506 i Schleiden nära Köln och uppkallad efter födelseorten, död 31 oktober 1556 i Strassburg, var en tysk historieskrivare.
Sleidanus fick sin vetenskapliga utbildning i Frankrike och fick starka litterära impulser därifrån. Han blev 1537 sekreterare hos Frans I:s minister kardinal Jean du Bellay och användes av denne för underhandlingar med de tyska protestanterna, men flyttade 1542 tillbaka till Tyskland och slog sig 1544 ned i Strassburg.
På uppdrag av Tysklands protestantiska ständer och i syfte att rättfärdiga deras politik skrev Sleidanus sitt förnämsta verk, Commentarii de statu religionis et rei publicæ Carolo V Cæsare (1555). Han säger inte något om reformationstidens inre historia; det var endast det yttre händelseförloppet han ville teckna.
Sleidanus hade ett omfattande material av officiella aktstycken till sitt förfogande. Dessa låter han i regel själva tala (i form av knappa och koncisa referat), men han visar stor skicklighet och smak vid deras sammanställning; språket är måttfullt. Trots den tendens, som uppbar verket, blev det intill 1800-talets början huvudkällan för den tyska reformationshistorien.
Bland Sleidanus övriga arbeten märks det världshistoriska kompendiet De quatuor summis imperiis (1556, i Tyskland använd som skolbok ända fram till upplysningstiden).